# MVP
|  | "MVP" redirigeix aquí. Si cerqueu el lluitador de lluita lliure, vegeu Montel Vontavious Porter. |

MVP és l'acrònim en anglès dels termes Most valuable player (jugador més valuós). Es tracta d'un trofeu atorgat al qui és considerat millor jugador en un partit, una sèrie de partits o una lliga sencera en diferents esports d'equip. Tradicionalment atorgat a la lliga NBA als Estats Units, avui en dia s'atorga també en altres països (entre ells Espanya) i esports hoquei, futbol Americà, o beisbol entre d'altres.
En el bàsquet espanyol, a les competicions que organitza l'ACB actualment se selecciona l'MVP de cada jornada de la lliga regular, dels playoffs finals, de la Supercopa ACB i de la Copa del Rei.
En la lliga NBA s'elegeix l'MVP de la temporada, dels playoffs i del concurs All-Star.